# Dyomyx unicolora
Dyomyx unicolora là một loài bướm đêm trong họ Noctuidae.